# Quai du Woerthel
Le quai du Woerthel (en alsacien : Woerthel Stade) est un quai de Strasbourg, rattaché administrativement au quartier Gare - Kléber, qui va du no 10 de la rue des Moulins aux Ponts couverts, entre le canal de la Dinsenmühle et le canal de la Zornmühle. 

## Toponymie

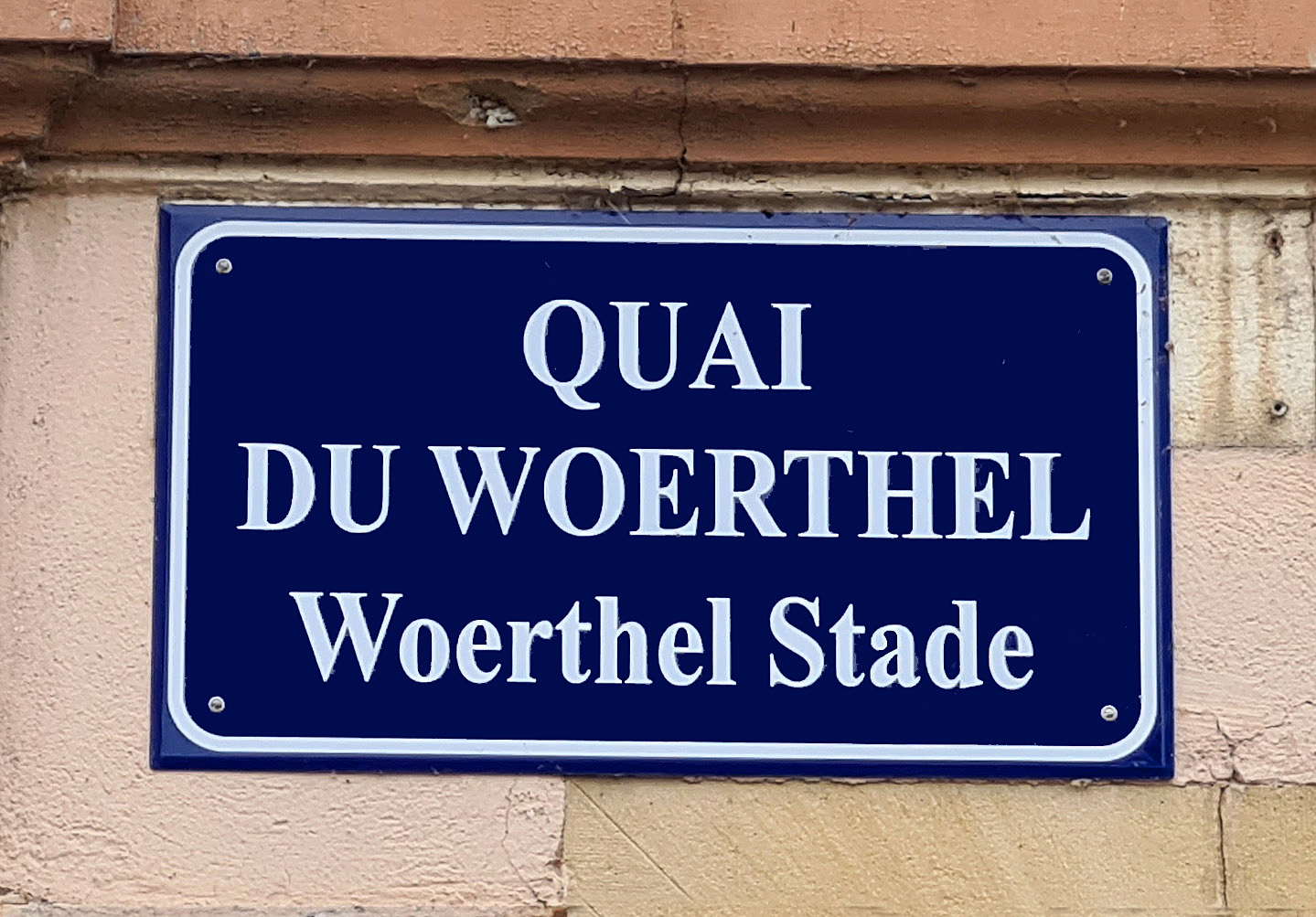
Plaque bilingue, en français et en alsacien.

Le quai a porté successivement différents noms : Der Wörd (1344), Das Wörth (1580), Oberer Fischer Gestadt (1587), Digue des Moulins dite Wördel (1786), Digue du 9 Thermidor (1794).  Il est renommé  Wörthelstaden au moment de l'occupation allemande en 1872 et 1940, puis reprend son nom français, quai du Woerthel, en 1918 et 1945.
À partir de 1995, des plaques de rues bilingues, à la fois en français et en alsacien, sont mises en place par la municipalité lorsque les noms de rue traditionnels étaient encore en usage dans le parler strasbourgeois. La rue est ainsi sous-titrée Woerthel Stade.

## Histoire
Réaménagé au XIXe siècle, la bande de terre comprise entre les deux canaux, située en amont des moulins, permettait d'y décharger différentes marchandises et matériaux, notamment du sable. Les activités de ce quartier, que l'on a pu qualifier de « proto-industrielles», sont attestées notamment par la présence d'une grue pivotante, visible sur un plan de 1898.
À cette date, la Ville installe des bains publics (Stadt-Volksbad) à l'extrémité du jardin. Ils seront démolis en 1973. Leur suppression, et celle d'autres constructions sur les quais de l'Ill, s'inscrit dans le cadre d'un plan de sauvegarde du secteur Petite France-Finkwiller, qui consiste notamment à réserver aux piétons l'un des hauts lieux du tourisme strasbourgeois.
Après la perte de sa fonction portuaire, le quai est reconverti en parking dans les années 1960.

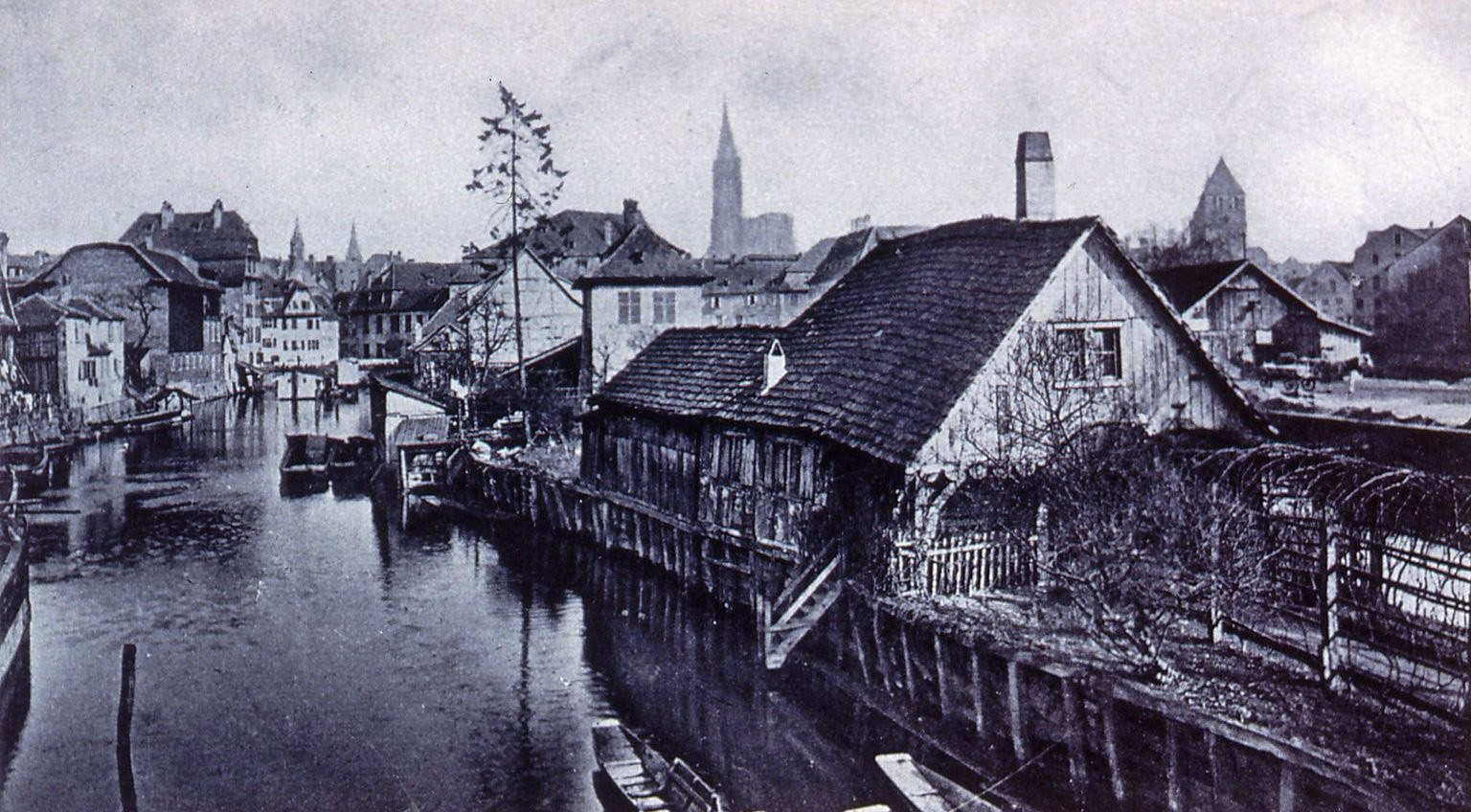
Vue de l'Ill, près des Ponts-couverts (photo Charles Bernhoeft, 1895).
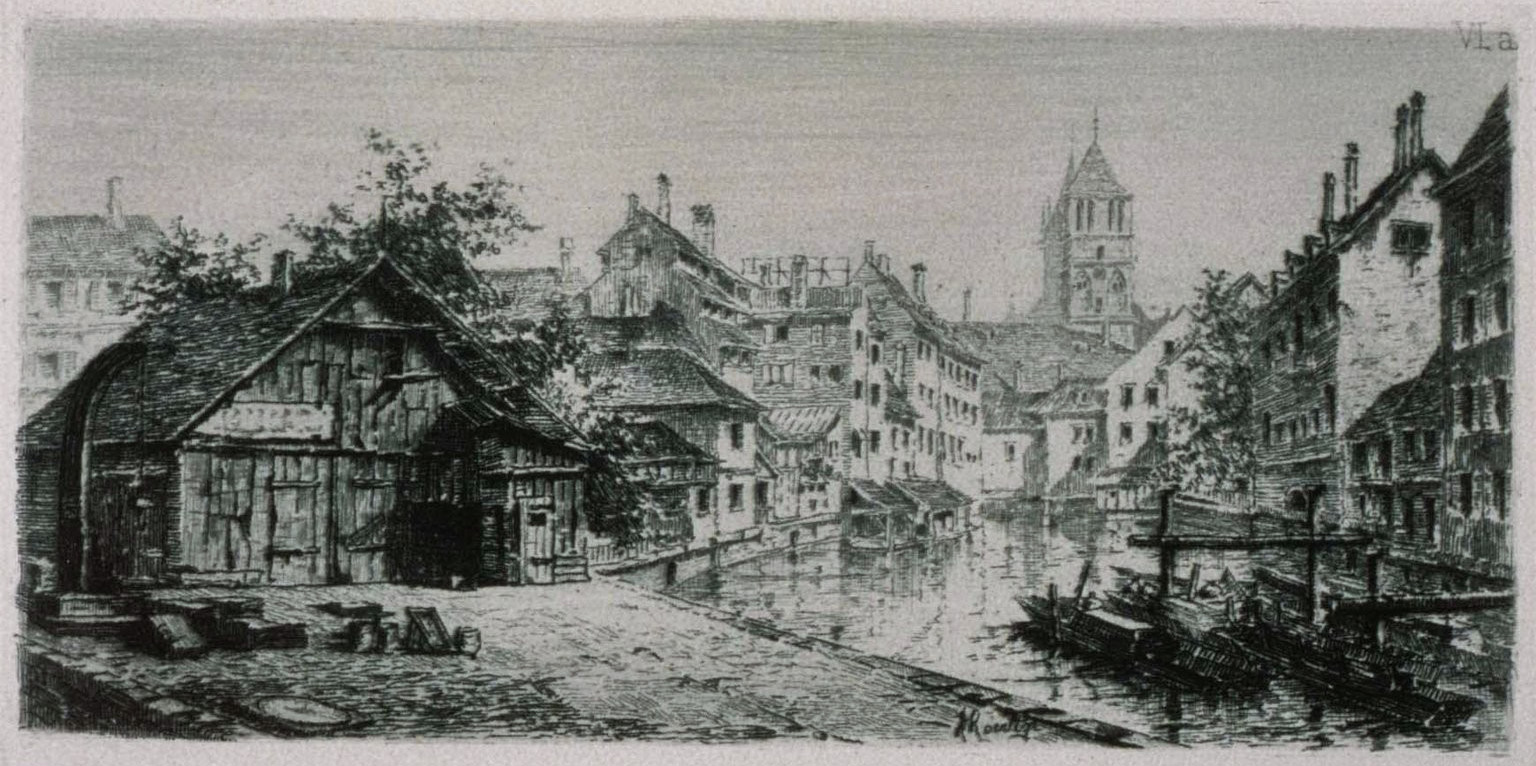
Le Woerthel (gravure Albert Koerttgé, 1898).
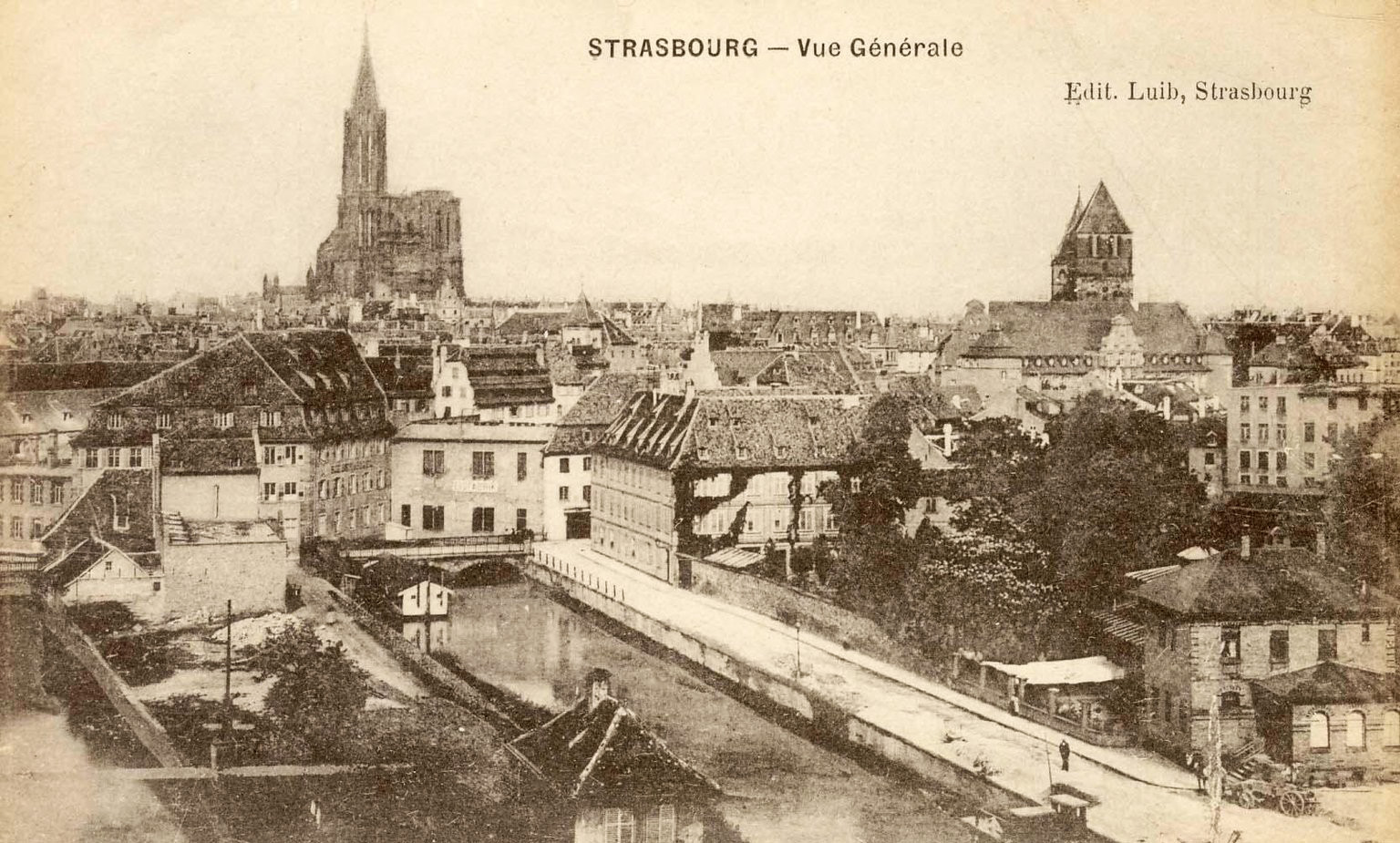
Vue générale (carte postale Félix Luib, 1919).
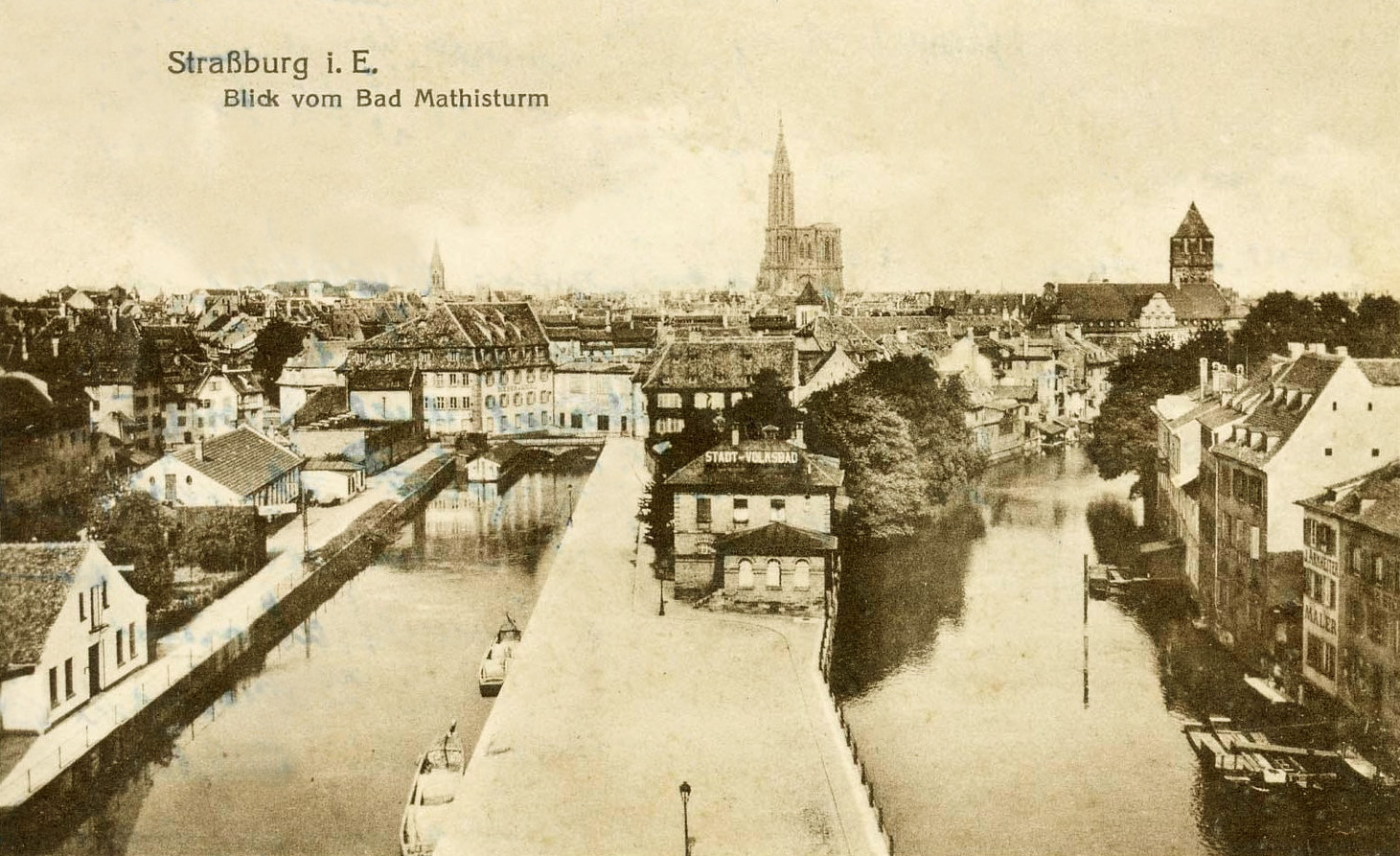
Vue des bains Mathis (carte postale, 1919.)

## Bâtiments remarquables
no 1Formant l'angle avec le no 12 de la rue des Moulins, cette maison date de 1817 comme en témoigne le millésime figurant sur le linteau de la porte d'entrée, qui porte également les initiales du propriétaire, G. M. pour Gaspard May, acquéreur du moulin Dinsenmühle et commanditaire de cette maison.
La photographe Jacqueline Rau (1901-1994), fille d'Eugénie May-Rau, elle-même photographe, demeura dans cette maison.

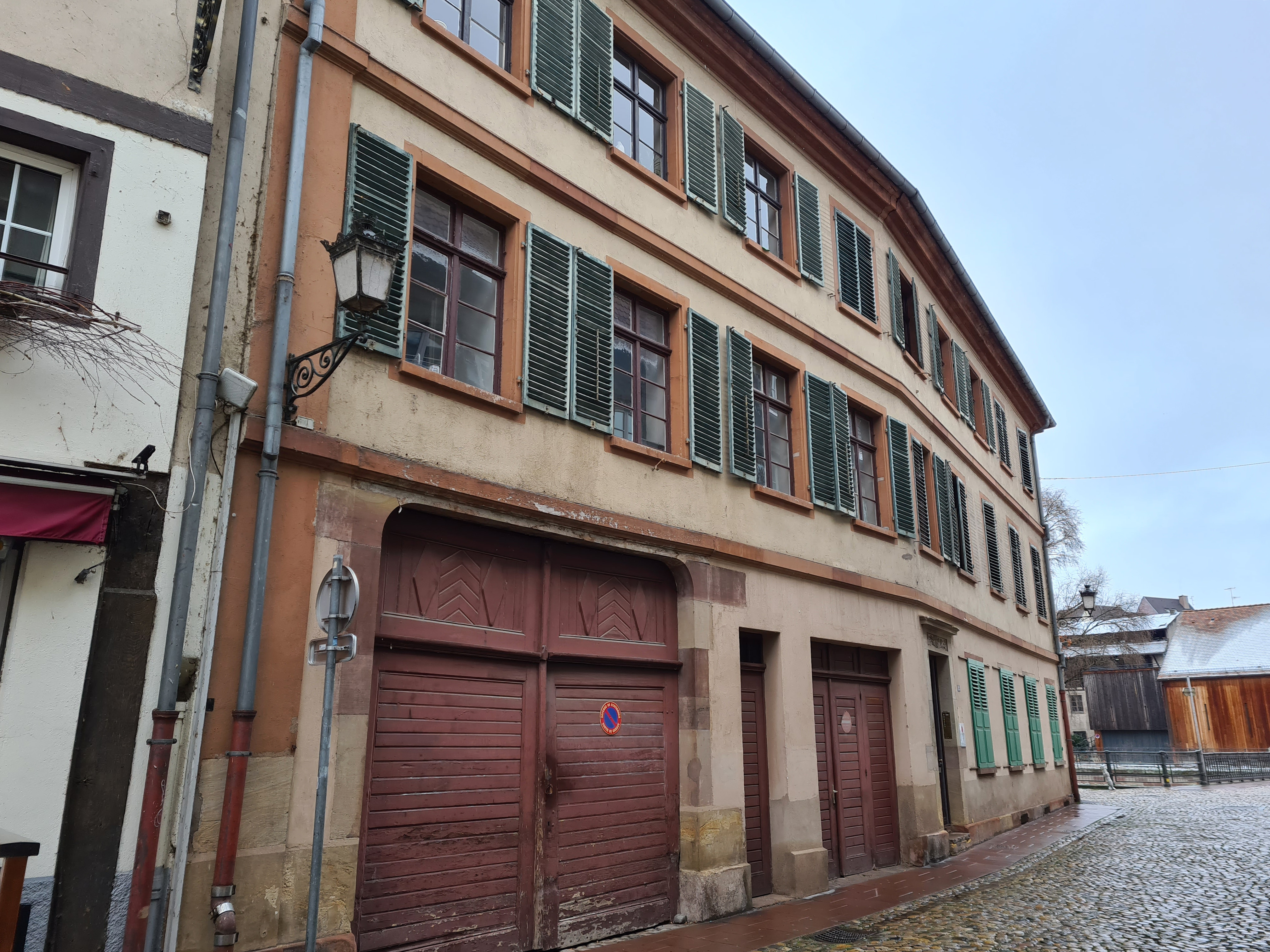
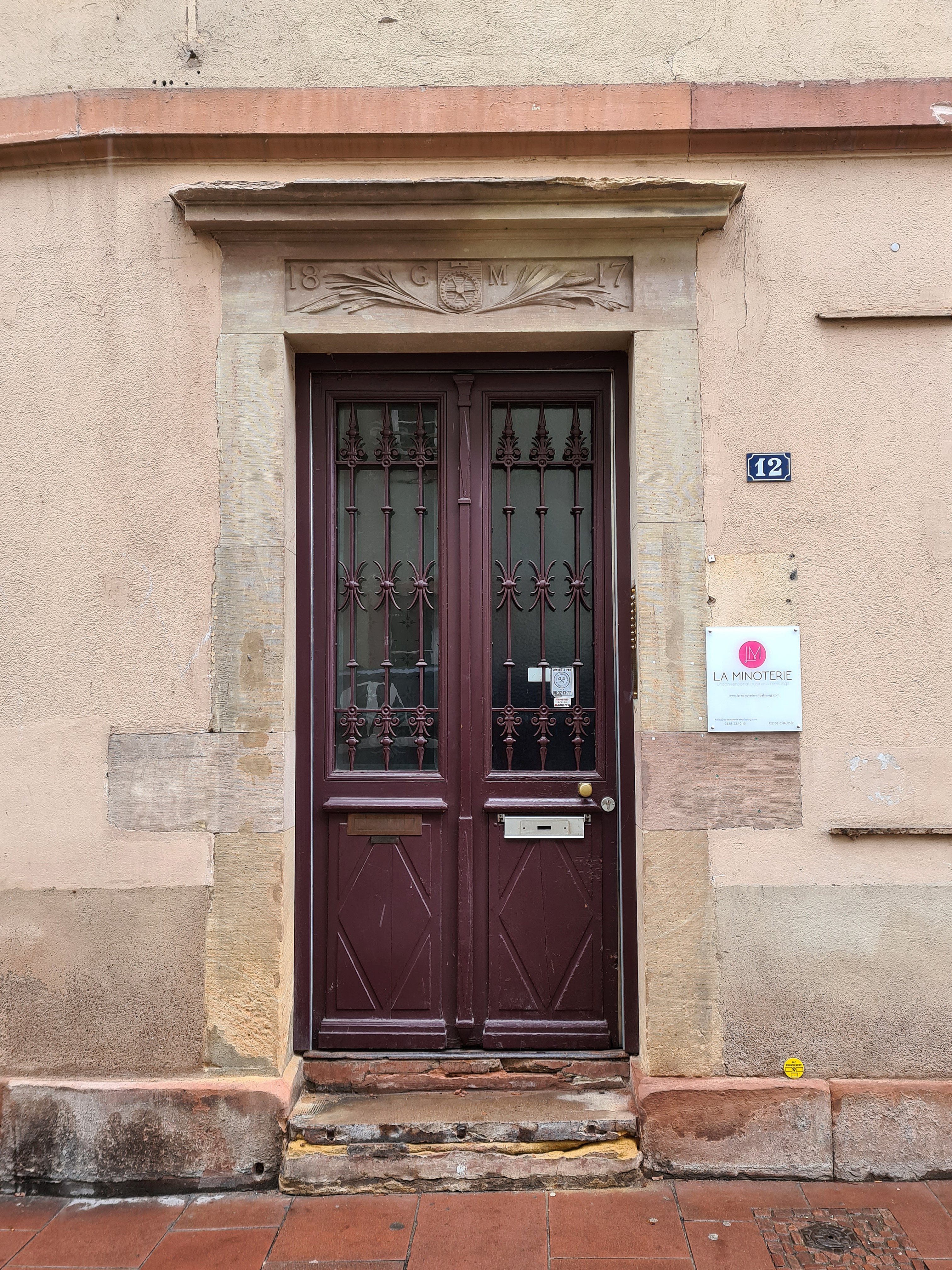
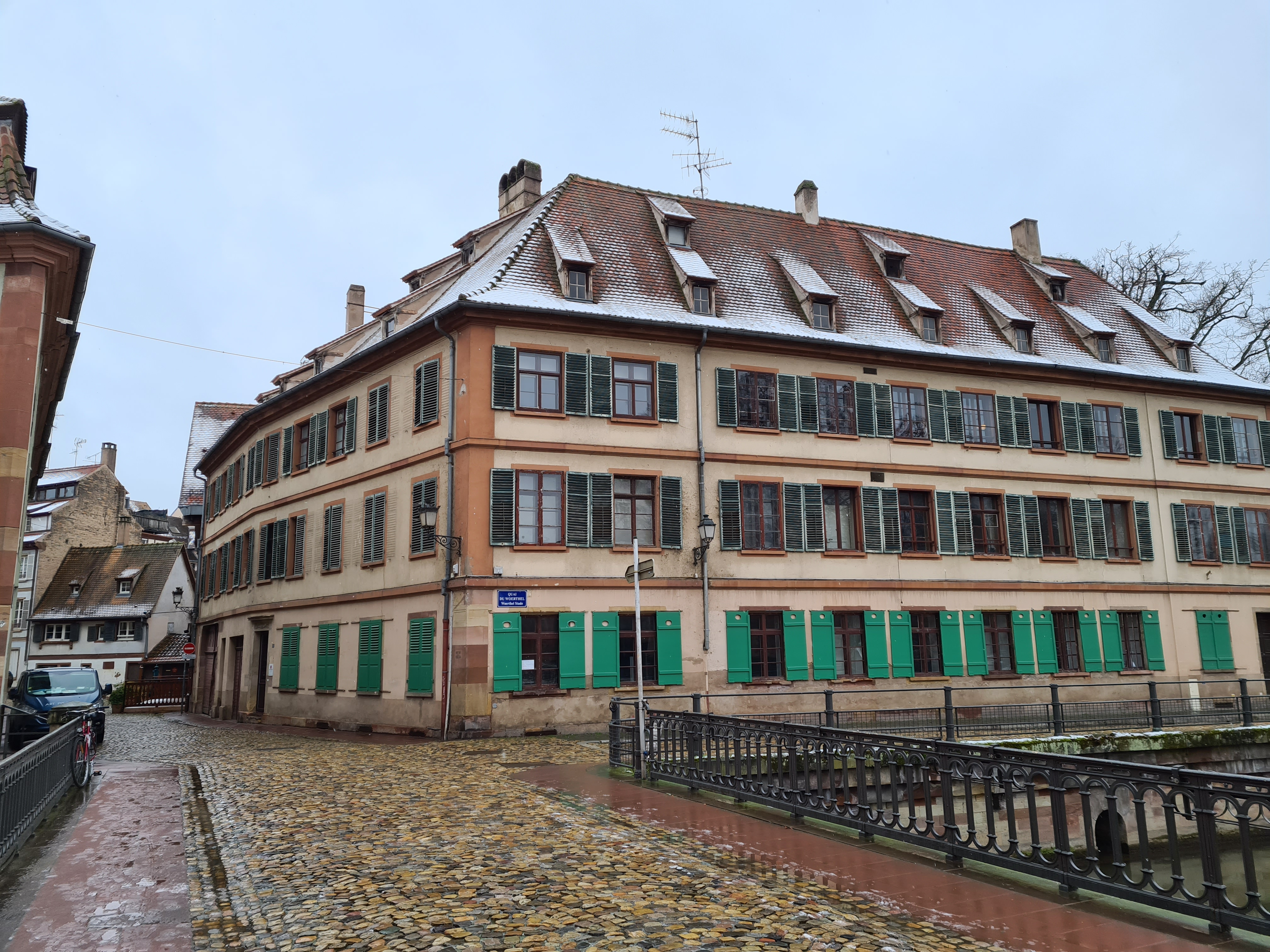
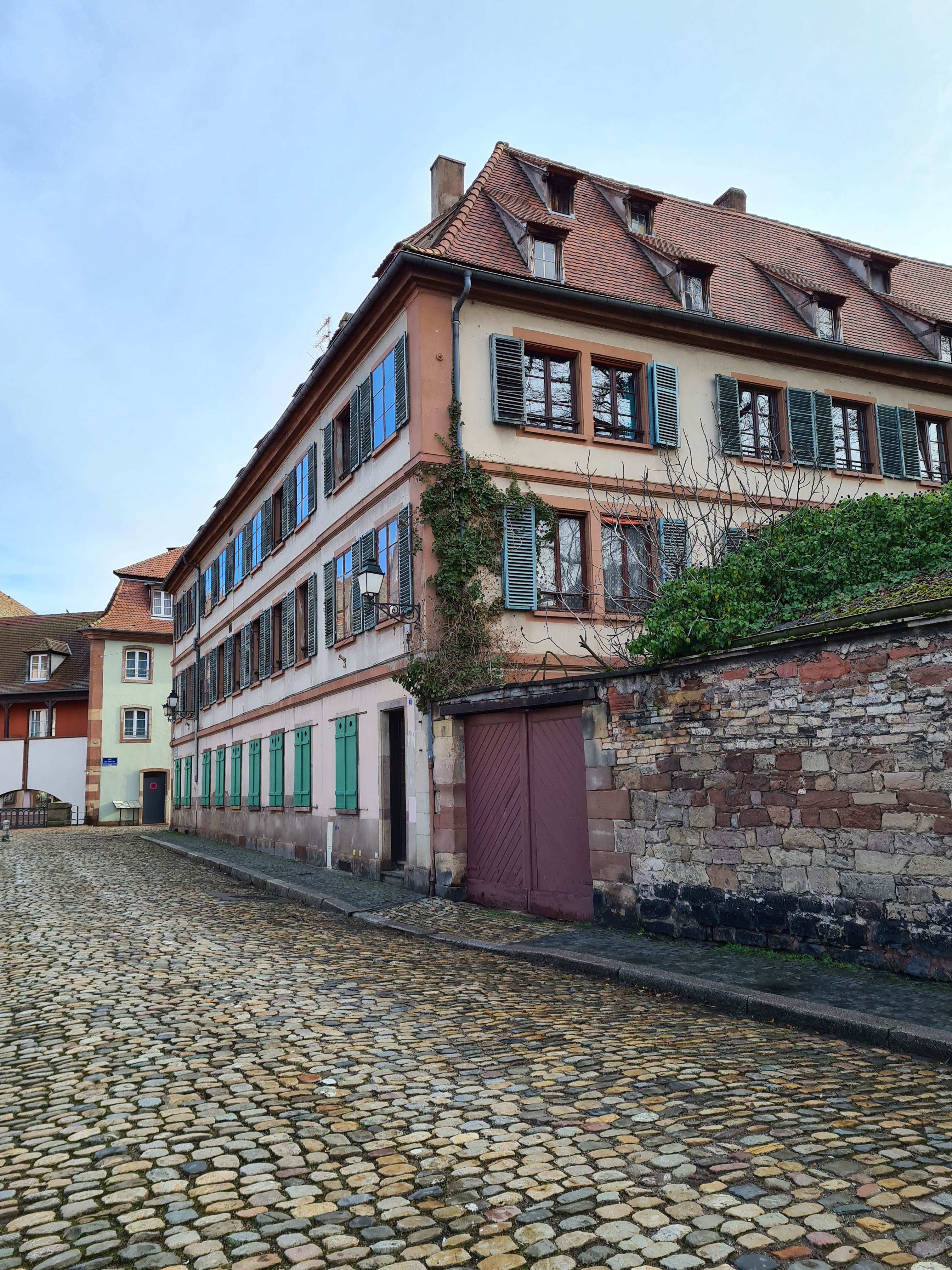